# العوامل المرتبطة بكونك ضحية للعنف الجنسي

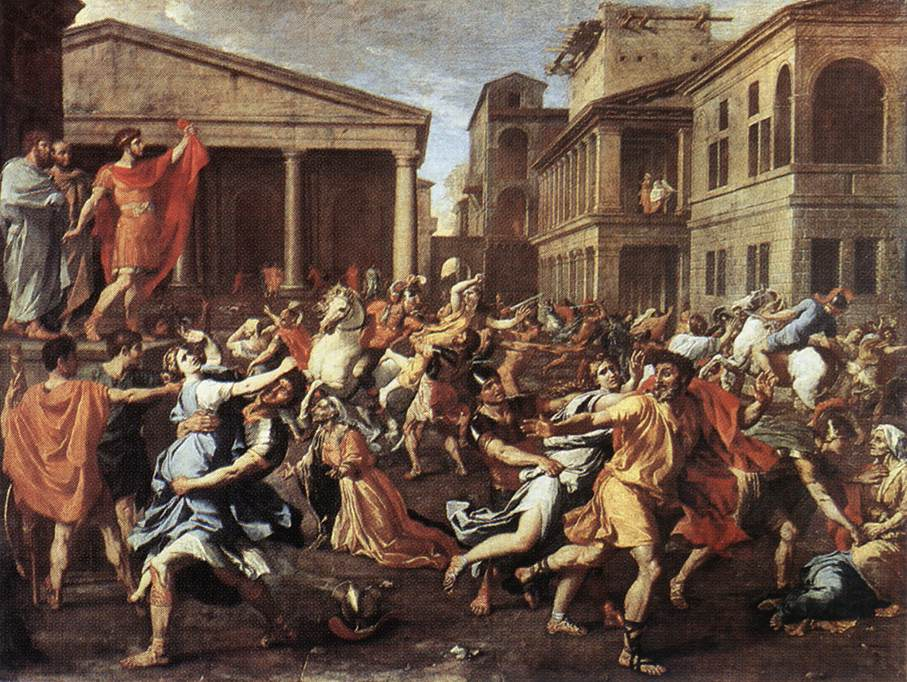

أكثر أنماط العنف الجنسي انتشارا حول العالم هي تلك التي يكون فيها الاعتداء صادر من قبل الشريك الحميمي للضحية، وهو ما يعني أن أكثر العوامل الخطرة التي قد تؤدي لتعرض الأفراد بشكل عام للاعتداء الجنسي تتمثل في كون هؤلاء الأفراد متزوجين، أو مساكنين لشريك آخر، وذلك بجانب عدد من العوامل الآخرى التي تتضاعف من خطر التعرض للعنف الجنسي والتي تتمثل في :
1-     كونك أمرأة أو فتاة.
2-     كونك/كونكٍ صغيرة في السن.
3-     كونك عامل/ عاملة جنس.
4-     كونك فقير أو بلا مأوى.
5-     كونك مدمن للكحول والمخدرات.
6-     كونك تعرضت مسبقا للاغتصاب أو الاعتداء الجنسي.
7-     كونك قيد الحبس أو التأهيل.
8-     المرضى النفسين والمعاقين ذهنين .
9-     كونك تحظى بمكانة تعليمية واقتصادية مرتفعة عن شريكك، وهذه هي الحالة التي تكون المحرك الرئيسي للاعتداء الجنسي من قبل الشركاء الحميمين.

## العمر
في الغالب نجد أن الفتيات الصغيرات أكثر عرضة لخطر الاعتداء الجنسي من قريناتهن من النساء الكبيرات في السن، ووفقا لبيانات من نظم العدالة ومراكز إدارة الأزمات المرتبطة بالاغتصاب في كل من شيلي، ماليزيا، المكسيك، بابوا غينيا الجديدة،بيرو، وأخيرا الولايات المتحدة الأمريكية فإن ما يقرب من ثلثي وثلث ضحايا الاعتداءات الجنسي هناك تتراوح أعمارهم فيما بين عمر الخامسة عشرة أو أقل من ذلك. كما إنه يوجد أنماط محددة للاعتداء الجنسي ترتبط بالفتيات ذات الأعمار الصغيرة، وبشكل محدد العنف الجنسي الذي تتم ممارسته في المدارس والجامعات، بالإضافة إلى الاتجار في النساء بغرض الاستغلال الجنسي.
| نسبة المراهقين الذين أبلغوا عن تعرُّضهم لمبادرة جنسية قسرية، عينة مختارة بناءا على استبيان تم إجراءه في الفترة (1993-1999) |                                                        |                       |            |           |                    |                            |
| نسبة المراهقين (الذكور) الذين أبغلوا عن تعرضهم لمبادرة جنسية قسرية                                                       | نسبة المراهقات التي بلَّغن عن تعرُّضهن لمبادرة جنسية قسرية | أعمار العينة المختارة | حجم العينة | السنة     | العينة محل الدراسة | الدولة أو المنطقة          |
| 29.9 | 37.3                                                   | 12-25                 | 646        | 1995      | باميندا            | الكاميرون                  |
| 31.9 | 47.6                                                   | 10-18                 | 15695      | 1997–1998 | تسعة دول           | منطقة البحر الكاريبي       |
| 5.0 | 21.0                                                   | 12-24                 | 750        | 1996      | ثلاث مدن حضارية    | غانا                       |
| 6.7 | 18.8                                                   | 13-18                 | 1659       | 1999      | مابوتو             | موزمبيق                    |
| 0.2 | 7.0                                                    | مواليد هذا الجيل      | 935        | 1993–1994 | دونيدين            | نيوزيلاند                  |
| 11.0 | 40.0                                                   | 16-17                 | 611        | 1995      | ليما               | بيرو                       |
| 6.4 | 28.4                                                   | 15-18                 | 1975       | 1994-1995 | ترانسكاي           | جنوب أفريقيا               |
| 6.9 | 29.1                                                   | 12-19                 | 892        | 1996      | موانزا             | تنزانيا                    |
| | 9.1                                                    | 15-24                 | 2042       | 1995      | محلي               | الولايات المتحدة الأمريكية |

## استهلاك الحكول والمخدرات
تزايد احتمالية التعرض لخطر الاعتداء الجنسي يرتبط أيضا بإستهلاك الكحول والمخدرات. ن استهلاك الكحول والمخدرات يجعل الأفراد غير قادرين على حماية انفسهم من أعتداءات محتملة؛ حيث أنهم يفقدون القدرة على تفسير وتحديد علامات وجود خطر محتمل وإمكانية تعرضهم لمثل هذا النوع من الاعتداءات. كما إنه في الغالب شرب الكحوليات يدفع الأفراد للتواجد في أماكن يتزايد بها عدد المعتدين الجنسين المحتملين.

## التعرض السابق للاغتصاب أو الاستغلال الجنسي
يوجد عدد من الأدلة والبراهين التي تربط فيما بين تعرض الأفراد للاستغلال الجنسي في الصغر أو خلال مرحلة المراهقة، وأحتمال تعرضهم لمجموعة من الاعتداءات الجنسية الآخرى خلال مراحل النضوج. وقد وجدت دراسة محلية للعنف ضد النساء في الولايات المتحدة أن النساء اللاتي تعرضعن للأعتداء قبل عمر الثامنة عشر، معرضين للاعتداء الجنسي مرة آخرى خلال مرحلة النضوج ضعف الآخريات اللاتي لم يتعرضن للاعتداء مسبقا خلال مرحلة الطفولة والمراهقة ( النسب تتراوح ما بين 18.3% و 8.7% بصورة تقريبية).
وقد يمتد تأثير التعرض للاعتداء الجنسي خلال المراحل العمرية المبكرة إلى أنماط آخرى من الإيذاء والمشاكل خلال مرحلة النضوج، حيث ربطت دراسة حالة أسترالية ركزت على التأثيرات طويلة الأجل للاستغلال فيما بين الاستغلال الجنسي للأطفال والتعرض للاغتصاب و المعاناة من عدد من المشاكل الصحية العقلية والجنسية والعنف المنزلي وعدد من المشاكل الآخرى المرتبطة بالعلاقات الحميمة، وقد أخذت هذه الدراسة في اعتبارها الخلفيات العائلية المختلفة للضحايا الذين قامت عليهم الدراسة، وقد وجدت معاناتهم جميعا من المشاكل السابقة الذكر على الرغم من الاختلاف في خلفياتهم الاجتماعية. وقد وجدت الدراسة أيضا أن هؤلاء الذين تعرضوا للاستغلال الذي يتضمن الجِماع هم أكثر معاناة من غيرهم ممن تعرضوا لأنواع آخرى من الإكراه.

## المستوى التعليمي
تعد النساء أكثر عرضة للاعتداء الجنسي والبدني من شركائهم الحميمين عندما يترقين في المكانة التعليمية والعملية. حيث وجد أستطلاع للرأى أقيم في جنوب أفريقيا أن النساء غير المتعلمات أقل عرضة للاعتداءات الجنسية بالمقارنة بقريناتهن من النساء المتعلمات. وفي زيمبابوي، تؤكد الدراسات أن النساء العاملات هم أكثر النساء إبلاغا عن تعرضهن للعنف الجنسي من قبل أزواجهن مقارنة بالنساء اللاتي لا يعملن هناك. ويمكن تفسير ذلك بأنه كلما زاد معدل تمكين المرأة، زاد مقدار مقاومتها للمارسات الذكورية التي تتعرض لها في المجتمع، ولهذا قد يلجأ الذكور إلى العنف من أجل استعادة السيطرة على هؤلاء النساء. فالعلاقة فيما بين التميكن والعنف الجسدي يمكن التعبير عنها في صورة الحرف اللاتيني (N)؛ حيث أنه كلما زاد معدل التمكين، زاد معه احتمالية التعرض للعنف وضعف القدرة على توفير الحماية الشخصية، وعلى الرغم من ذلك فأنه لا يوجد يقين حول ما إذا كانت هذه أيضا هي طبيعة العلاقة فيما بين التمكين والعنف الجنسي.

## الفقر
النساء الأكثر فقرا هم أكثر عرضة للاغتصاب أثناء أدائهم لمهامهم اليومية، وذلك بالمقارنة بالنساء الآخريات اللاتي يتمتعن بأوضاع اقتصادية أفضل، فعلى سبيل المثال، هم يقمن بالسير على الأقدام من أجل العودة إلى منازلهن من العمل في أوقات متأخرة من الليل، كما إنهم يعملن في الحقول ويقمن بجمع الحطب بمفردهن. كما أن أطفال النساء المعدمات لا يتمتعن بالقدر الكافي من الرعاية والإشراف الأبوي كقرنائهم من الأطفال، وذلك لانشغال أمهاتهم في العمل وعدم قدرة الأمهات على تحمل أعباء أحضار مربيات لرعاية أطفالهن خلال ساعات العمل الطويلة. بل على الأرجح يمكن أن يعمل الأطفال بذواتهم ويصبحن هم أيضا عرضة للاستغلال الجنسي. فالفقر يفرض على عدد من النساء والفتيات والأطفال العمل في مهن تتزايد بها أحتمالية تعرضهم للاستغلال الجنسي، لا سيما العمل في الجنس. كما أن تعرضهم للعديد من الضغوط من أجل إيجاد وظائف أفضل والاستمرار في العمل بهذه الوظائف، أو امتهان مهن ترتبط بالتجارة والعمل على الدراسة وتحصيل درجات مرتفعة قد يعرضهم للاستغلال الجنسي من قبل هؤلاء الذين يعدونهم بمساعدتهم في تحقيق هذه الأشياء. النساء الأكثر فقرا هم أيضا معرضين للعنف من قبل شركائهم الحميمين والذي يعد العنف الجنسي أحد صوره.